# 野海茄
野海茄（学名：Solanum japonense），为茄科茄属下的一个植物种。